# Loma de Piedra Azul
Loma de Piedra Azul är en ort i Mexiko.   Den ligger i kommunen Xochistlahuaca och delstaten Guerrero, i den sydöstra delen av landet, 300 km söder om huvudstaden Mexico City. Loma de Piedra Azul ligger 490 meter över havet och antalet invånare är 108.
Terrängen runt Loma de Piedra Azul är huvudsakligen kuperad, men norrut är den bergig. Runt Loma de Piedra Azul är det ganska glesbefolkat, med 50 invånare per kvadratkilometer. Närmaste större samhälle är Santa María Zacatepec, 18,8 km öster om Loma de Piedra Azul. Omgivningarna runt Loma de Piedra Azul är en mosaik av jordbruksmark och naturlig växtlighet.